# Gracilentulus maijiawensis
Gracilentulus maijiawensis är en urinsektsart som beskrevs av Yin och Imadaté 1979. Gracilentulus maijiawensis ingår i släktet Gracilentulus och familjen lönntrevfotingar. Inga underarter finns listade i Catalogue of Life.